# Jinnah
Jinnah es una película biográfica de 1998 producida entre Pakistán y el Reino Unido. Dirigida por Jamil Dehlavi y escrita por Akbar S. Ahmed y Dehlavi, relata los momentos más destacados de la vida del fundador de Pakistán, Muhammad Ali Jinnah, quien fue interpretado en el filme por el actor británico Christopher Lee. De acuerdo con el actor, se trata de su actuación favorita en toda su carrera.

## Sinopsis
La película relata aspectos importantes en la vida de Muhammad Ali Jinnah, un político musulmán que fue clave para la independencia de Pakistán, convirtiéndose además en su primer gobernante.

## Reparto
- Christopher Lee como Muhammad Ali Jinnah
- Shashi Kapoor como el narrdor
- James Fox como Louis Mountbatten
- Maria Aitken como Edwina Mountbatten
- Richard Lintern como Muhammad Ali Jinnah (joven)
- Shireen Shah como Fatima Jinnah
- Indira Varma como Rattanbai Jinnah
- Robert Ashby como Jawaharlal Nehru
- Sam Dastor como Mahatma Gandhi
- Shakeel como Liaquat Ali Khan
- Vaneeza Ahmed como Dina Wadia

## Recepción
La película recibió una respuesta muy positiva en Pakistán. Christopher Lee habló muy bien de la película, calificando su actuación en ella como la mejor de su carrera, además de subrayar la importancia del filme en su contexto histórico.
Sin embargo, la elección de Lee para el papel principal provocó cierta controversia mediática en Pakistán debido a sus anteriores papeles en películas de terror y vampiros como el Conde Drácula. Lee recibió amenazas de muerte que requirieron el uso de guardaespaldas personales durante el rodaje. La BBC informó de que las amenazas se debían a sus anteriores papeles cinematográficos y no a que fuera un europeo interpretando el papel de un asiático. Algunos críticos exigieron incluso la prohibición del filme.